# The Dome (programma televisivo)
The Dome è stato un programma televisivo ed evento musicale tedesco, prodotto e trasmesso da RTL II dal 1997 al 2012 e nel 2018. Organizzato all'incirca ogni 3 mesi, si trattava di un programma itinerante che di volta in volta faceva tappa in diverse città situate tra la Germania e l'Austria. In ogni edizione si esibivano numerosi cantanti e gruppi musicali, sia di madrelingua tedesca sia internazionali, davanti ad una platea tra i 5000 e i 15000 spettatori. Unitamente all'evento, veniva prodotta anche una compilation contenente tutti i brani cantanti in una determinata edizione.

## Edizioni
| N. | Data              | Sede                        | Città                | Conduttori | Cantanti/Gruppi musicali |
| 1  | 25 gennaio 1997   | König Pilsener Arena        | Oberhausen           | Daisy Dee e Nick Maloney                                                                                             | La Bouche, Ghetto People, *NSYNC, DJ BoBo, X-Perience, Die Fantastischen Vier, Bed & Breakfast, Caught in the Act, Pharao, Masterboy, Tic Tac Toe, Real McCoy, Scooter, Sam e Human Nature, Rytmica Feat.Big Reggie |
| 2  | 3 maggio 1997     | Festhalle                   | Francoforte sul Meno | Daisy Dee e Sebastian Radke                                                                                          | Captain Jack, Interactive, Ginuwine, 2 for Good, Sabrina Setlur, Human Nature, C-Block, DJ BoBo, Funky Diamonds, Nana, Faray, Down Low, Boy George, Der Wolf, Jam & Spoon, Marky Mark, Caught in the Act e No Mercy |
| 3  | 22 agosto 1997    | Deutschlandhalle            | Berlino              | Daisy Dee e Rob Green                                                                                                | Lyte Funky Ones, Wyclef Jean, DJ BoBo, Vertigo, Worlds Apart, Tania Evans, Boyzone, Chilli, The Boyz, Preshuz T., No Mercy, Nana, Touché, Tic Tac Toe, Lutricia McNeal, *NSYNC e Bellini |
| 4  | 29 novembre 1997  | Hanns-Martin-Schleyer-Halle | Stoccarda            | Daisy Dee e Sebastian Radke                                                                                          | Hanson, Cappuccino, La Bouche, All Saints, Nana, Caught in the Act, Awesome, SASH!, Solid Harmony, Down Low, Sabrina Setlur, Pappa Bear, Bell, Book & Candle, Aaron Carter, L.A.P.D., Backstreet Boys, Funky Diamonds e "Hand in Hand for Christmas" (Funky Diamonds, Michael Evans, 3Deep, Sista Sista, Bed & Breakfast, Lorenza, Joy, Sugar & Cream, Amex Love, R&B)                                           |
| 5  | 17 marzo 1998     | König-Pilsener-Arena        | Oberhausen           | Daisy Dee e Sebastian Radke                                                                                          | Wes, Verena, Flip da Scrip, Sweetbox, Down Low, Touché, Young Deenay, Bell, Book & Candle, Die Toten Hosen, Coma, Spektacoolär, Awesome, Basis, Run DMC vs. Jason Nevins, Poetry'n'Motion, Pappa Bear, Culture Beat, Espen Lind e Nana |
| 6  | 22 maggio 1998    | König-Pilsener-Arena        | Oberhausen           | Daisy Dee e Sebastian Radke                                                                                          | Loona, Caught in the Act, Louise, Boyzone, 2ruff, Basic Connection, Worlds Apart, Jam & Spoon, Savage Garden, Ace of Base, Ultimate Kaos, R'n'G, The Moffatts, 4 the Cause, Lisa Loeb, Vivid, Robyn, Ricky Martin e Vengaboys |
| 7  | 5 settembre 1998  | König-Pilsener-Arena        | Oberhausen           | Daisy Dee e Sebastian Radke                                                                                          | Billie, Scooter, Five, In-Mood feat. Juliette, Rafet el Roman, DJ BoBo, Gil, Culture Beat, Ace of Base, Sasha feat. Young Deenay, Young Deenay, Daniella's Daze, Sash! feat. Tina Cousins, Aleksey, B*Witched, Southside Rockers, Donna Lewis, No Mercy, 4 the Cause e Vengaboys |
| 8  | 5 dicembre 1998   | König-Pilsener-Arena        | Oberhausen           | Daisy Dee e Sebastian Radke                                                                                          | York, B*Witched, Die Roten Rosen, Sara, Down Low, Eagle-Eye Cherry, Absolute Beginner, ChazZ, Stars on 54, Xavier Naidoo, Karen Ramirez, Lighthouse Family, 2-4 Family, Zucchero, Innosense, Philipp, Christian Wunderlich e Rap Allstars |
| 9  | 5 marzo 1999      | Hanns-Martin-Schleyer-Halle | Stoccarda            | Eva Habermann e Alessandro Barone                                                                                    | Mariah Carey, Oli.P, Echt, Modern Talking, Touché, E-17, SCYCS, Scooter, Fusion, An-ja, Die 3. Generation, Tic Tac Toe, Des'ree, Cappuccino, Lamar, Lenny Kravitz, Southside Rockers, Music Instructor, DeeVa, TQ e Vengaboys |
| 10 | 28 maggio 1999    | Neue Messe                  | Lipsia               | Eva Habermann e Alessandro Barone                                                                                    | Andru Donalds, Blue Nature, Culture Beat, Die Prinzen, Faithless, Jessica, Junia, Lamar, Lou Bega, Modern Talking, Passion Fruit, Oli.P, 2Hot4You, Christian Wunderlich, Tarkan, The Cardigans, Spike, Sara, Sasha, Q-Connection e Philipp |
| 11 | 27 settembre 1999 | Max-Schmeling-Halle         | Berlino              | Eva Habermann, Daniel Hartwig, Stefanie Mensing, Mike Petschel                                                       | THE DOME Project feat. Rachel, Lou Bega, Geri Halliwell, Marc, Tone Lōc meets ZZ-Bros., York, Die 3. Generation, Tom Novy feat. Virginia, Eiffel 65, Illmatic, Scooter, Another Level, Glow, Sabrina Setlur, DJ BoBo, Southside Rockers, Q-Connection, Echt, Destiny's Child, Xavier Naidoo, Ronan Keating e Loona                                                                                               |
| 12 | 26 novembre 1999  | Kölnarena                   | Colonia              | Eva Habermann | Eiffel 65, Oli.P, Echt, Touché, Laura, Greg Wood, Scooter, Texas, Loona, Junia, Sixpence None the Richer, Sabrina Setlur, Five, Die Allianz, In-Mood feat. Juliette, DJ Tomekk feat. MC Rene, Christian Wunderlich, DNL, Aleksey, Tom Jones with Mousse T. e Stefan Raab & Truck Stop |
| 13 | 10 marzo 2000     | Sachsenarena                | Riesa                | Daniel Hartwig, H.P. Baxxter, Nicci Juice, Stefanie Mensing (backstage) e Mola Adebisi (backstage)                   | U96, French Affair, Westlife, Prezioso feat. Marvin, Laura, Trance Allstars, Rollergirl, Montell Jordan, Phats & Small, Ayman, Eiffel 65, Sonny Jones feat. Tara Chase, Die 3. Generation, Bloodhound Gang, Band ohne Namen, Vengaboys, Atemlos, Highland, Enrique Iglesias e Passion Fruit |
| 14 | 26 giugno 2000    | Hanns-Martin-Schleyer-Halle | Stoccarda            | Daniel Hartwig e Nicci Juice, Mola Adebisi (backstage)                                                               | Junia, Passion Fruit, Four Colourz, Modern Talking, Marc Anthony, ATC, Reamonn, Bomfunk MC's, Jessica Simpson, Melanie C, Oceana & Kim, Eagle-Eye Cherry, Tic Tac Toe, Die 3. Generation, Scooter, Score, Oli.P, Sasha, Zlatko e Big Brother Allstars |
| 15 | 1º settembre 2000 | Messe Erfurt                | Erfurt               | Daniel Hartwig, Nicci Juice e Jenny Elvers                                                                           | Tamy, Southside Rockers, X-perience, Atemlos, Rollergirl, Mauro Picotto, True Steppers feat. Victoria Beckham, ATC, Das Bo, Zorotl, Laith Al-Deen, Tic Tac Toe, Die 3. Generation, Loona, Bomfunk MC's, Ronan Keating, Sonique, Alex, Zlatko, DJ Ötzi e Marcus Schenkenberg |
| 16 | 1º dicembre 2000  | Velodrom                    | Berlino              | Daniel Hartwig | Brooklyn Bounce, Vanessa Amorosi, Westlife, Berger, Orange Blue, Craig David, Jeanette, M-2000, Mauro Picotto, ATC, Sheeba, Lexy & K-Paul, Mr. X & Mr. Y, Toploader, Melanie Thornton, Rednex, Christian, Sub7even, Laith Al Deen, Anastacia e A*Teens |
| 17 | 16 febbraio 2001  | Westfalenhalle              | Dortmund             | Daniel Hartwig, Nicci Juice, Phil Daub e Sebastian Deyle; Mola Adebisi (backstage), Milka Loff Fernandez (backstage) | DJ Ötzi, Yamboo, Modern Talking, Jeanette, Ronan Keating, Milk & Sugar, Spooks, Public Domain, Brooklyn Bounce, Shakatak, Sweetbox, ATC, RBA, Ayman & Naima, Right Said Fred, A*Teens, DJ BoBo, Harry, Walter, Christian e No Angels |
| 18 | 11 maggio 2001    | Sachsenarena                | Riesa                | Daniel Hartwig, Ben Rüdinger, Diana Ampft, Andrea Singh e Jeanette Biedermann                                        | Loona, Westlife, No Angels, Niemann, Shaggy, Modern Talking, Glashaus, Scooter, Millane Fernandez, Public Domain, Sylver, Safri Duo, Sugababes, Sofaplanet, Sarah Connor feat. TQ, It-Girls, Apricot, Rivage, Zee, Captain Hollywood Project, Melanie Thornton, Rollergirl e Hear'Say |
| 19 | 31 agosto 2001    | König Pilsener Arena        | Oberhausen           | Daniel Hartwig | Scooter, Right Said Fred, Safri Duo, DJs@Work, Band ohne Namen, Sylver, Alicia Keys, Millane Fernandez, Daddy DJ, Sweetbox, Zoe, Kai Tracid, Hermes House Band, Geri Halliwell, No Curfew, Nicole da Silva, Schiller & Heppner, Sarah Connor, Faithless, Oli.P, No Angels e King Africa |
| 20 | 1º dicembre 2001  | Ostseehalle                 | Kiel                 | Daniel Hartwig | Enrique Iglesias, Rick Astley, Mariah Carey, Wyclef Jean, Brooklyn Bounce, Alizée, E Nomine, Prezioso feat. Marvin, Rimini Project, B3, Westlife, DJ Ötzi, Jeanette, Sarah Connor, Bro'Sis, No Angels, Sasha, S Club 7, Alcazar, ATC e Scooter |
| 21 | 1º marzo 2002     | Hanns-Martin-Schleyer-Halle | Stoccarda            | Daniel Hartwig e Nicci Juice                                                                                         | Samajona, Isabel, Billy Crawford, DJ BoBo, Jeanette, No Angels, Bro'Sis, E Nomine, Alizée, Lighthouse Family, Rollergirl, Frei, Mis-Teeq, Nicole da Silva, Shakira, O-Town, Natural, B3, Modern Talking, Mental Theo, Ben feat. Gim e Scooter |
| 22 | 24 maggio 2002    | Erdgasarena                 | Riesa                | Daniel Hartwig e Nicci Juice                                                                                         | Xavier Naidoo, Wonderwall, Hermes House Band & DJ Ötzi, SCYCS, Brooklyn Bounce, Band ohne Namen, Mad'House, B3, Mental Theo, Modern Talking, Wyclef Jean, Goldjunge, Kosheen, Black Kappa, No Doubt, Natural, No Angels, Bro'Sis, Tears e Alex C. feat. Yasmin K. |
| 23 | 6 settembre 2002  | Ostseehalle                 | Kiel                 | Daniel Hartwig, Nicci Juice, H.P. Baxxter, Stephan Michme, Collien Ulmen- Fernandez, Sebastian Höffner               | Ronan Keating, Sandy & Junior, Bro'Sis, Pierre, DJ Ötzi, No Angels, Massive Töne, Mark 'Oh meets Digital Rockers, Marta, Right Said Fred, ABS, Novaspace, Trucks, Secret Tunes, Loona, Sugababes, Ben, Puddle of Mudd, Sarah Connor, Jeanette, Natural e Jan Wayne |
| 24 | 30 novembre 2002  | Westfalenhallen             | Dortmund             | Daniel Hartwig, Nicci Juice e Yvonne Catterfeld                                                                      | Jeanette, Right Said Fred, Blank & Jones feat. Anne Clark, Band ohne Namen, Jan Wayne, Kess, Dannii Minogue, Groove Coverage, Heaven Sent, Yvonne Catterfeld, Massive Töne, Orion Too, Loona, Nena, B3, Ben, DJ Tomekk, Xavier Naidoo, Pierre, Bro'Sis, Avril Lavigne e O-Town |
| 25 | 28 febbraio 2003  | Olympiahalle                | Monaco di Baviera    | Daniel Hartwig, Ben e Yvonne Catterfeld                                                                              | DJ BoBo, B3, Atomic Kitten, Sylver, Shaggy, Jeanette, Gareth Gates, Hermes House Band, Modern Talking, Yvonne Catterfeld, Marco feat. Jesse Brade, Blue, Barby Schiller, Kate Ryan, Gerd-Show, Sweetbox, Natural, Bro'Sis, SCYCS, Snap!, DSDS-Allstars e Panjabi MC |
| 26 | 23 maggio 2003    | Erdgasarena                 | Riesa                | Daniel Hartwig, Ben e Yvonne Catterfeld                                                                              | B3, Snap, Kate Ryan, NG3, Nena & Kim Wilde, Gareth Gates, Will Young, Rod Michael, Scooter, Jan Wayne, Starsplash, Jeanette, Before Four, Tobias Schenke, Bro'Sis, Toni Cottura, Oli.P, DJ Tomekk, RZA feat. Xavier Naidoo, Alexander, Daniel K., DJ Tomekk pres. Trooper Da Don feat. Vanessa S., Yvonne Catterfeld e Ulf                                                                                       |
| 27 | 5 settembre 2003  | Hanns-Martin-Schleyer-Halle | Stoccarda            | Daniel Hartwig, Ben e Yvonne Catterfeld                                                                              | Massive Töne, No Angels, Mustafa Sandal, Outlandish, Patrick Nuo, Reamonn, Buddy vs. DJ The Wave, Mykel Angel, Levée, The Rasmus, Kid Alex, DJ Ötzi, Jessica, D!Nation, Rocco, Martin Kesici, Kelly Clarkson, Special D., Vanessa S., Judith Lefeber e B3 |
| 28 | 5 dicembre 2003   | Stadthalle                  | Vienna               | Daniel Hartwig, Ben e Yvonne Catterfeld                                                                              | Jeanette, Patrick Nuo, Ben, Karen David, Sugababes, Alexander, B3, Blu Cantrell, Eko Fresh, Vanessa S., Groove Coverage, Vanilla Ninja, Scooter, Preluders, Overground, Bro'Sis, Buddy, Judith Lefeber, Fame Band e Before Four |
| 29 | 5 marzo 2004      | Velodrom                    | Berlino              | Yvonne Catterfeld e Ben                                                                                              | Yvonne Catterfeld, Alexander, Become One, Natural, Phats & Small, OutKast, Kurt Nilsen, Vanilla Ninja, Jamelia, Kylie Minogue, Bro'Sis, Ferris MC, HIM, Oomph!, Within Temptation, Starsplash, Novaspace, Nelly Furtado, Enrique Iglesias, Baby Bash, Die 3. Generation, Patrick Nuo, Kevin Lyttle e Blazin' Squad                                                                                               |
| 30 | 21 maggio 2004    | Ostseehalle                 | Kiel                 | Yvonne Catterfeld e Ben                                                                                              | Yvonne Catterfeld, Alexander, Kanye West, B3, Kurt Nilsen, Vanilla Ninja, Shebang, Bosson, Preluders, Bro'Sis, Sandy, Vanessa Petruo, Novaspace, Sabrina Setlur, Jelena, Melendiz, O-Zone, Hermes House Band, DJ Ötzi, Jeanette, DJ Tomekk pres. Lil'O feat. Said, Jam & Spoon feat. Rea, Natasha Thomas, Frankee e Fefe Dobson                                                                                  |
| 31 | 4 settembre 2004  | Frankenhalle                | Norimberga           | Yvonne Catterfeld e Ben, Kader Loth                                                                                  | Vanilla Ninja, Bro'Sis, Blue Lagoon, Yvonne & Ben, Ben, Verena Kerth, Raptile feat. Valezka, Preluders, Silbermond, Sido, Frameless, Christina Stürmer, Sandy, Hot Banditoz, De Randfichten, 3rd Wish, Jeanette, H-Blockx, Blazin' Squad, B3, Haiducii, Danzel, Faithless, Samy Deluxe, Big Brother Allstars e Natural                                                                                           |
| 32 | 26 novembre 2004  | TUI Arena                   | Hannover             | Yvonne Catterfeld e Ben                                                                                              | Yvonne & Ben, Natasha Bedingfield, Kurt Nilsen, Preluders, Ben, Within Temptation, Scooter, Eric Prydz, Kate Ryan, Scala, Big Brother Allstars, Loona, Jeanette, Juli, Boppin'B & Sasha, Nelly, The Cure, Blue, Sophie B. Hawkins, Patrick Nuo e Sarah Connor |
| 33 | 25 febbraio 2005  | Salzburgarena               | Salisburgo           | Yvonne Catterfeld e Ben                                                                                              | Nelly, Schnappi, Natasha Bedingfield, Ch!pz, Nu Pagadi, Scooter, Sandy, Vanilla Ninja, DJ BoBo, Global Deejays, Mia Aegerter, Alexander, T.Rio, Yvonne Catterfeld, Sarah Connor, Blue Lagoon, Gracia, Akon feat. Azad, Christina Stürmer, Silbermond, DJ Ötzi e Virus Inc. |
| 34 | 20 maggio 2005    | Westfalenhalle              | Dortmund             | Yvonne Catterfeld e Ben                                                                                              | Mustafa Sandal, Yvonne Catterfeld, Kate Hall, Ben, Banaroo, Speedy feat. Lumidee, Gift, Atomik Harmonik, Sunset Strippers, Elize, Kelly Osbourne, Natasha Bedingfield, Ch!pz, Christina Stürmer, Joana Zimmer, Fler, Arash, Glashaus, The BossHoss, Erkan & Stefan e Faiz Mangat |
| 35 | 2 settembre 2005  | Messe Erfurt                | Erfurt               | Yvonne Catterfeld e Ben                                                                                              | Pachanga, Marc Terenzi, Kate Hall, Beats & Styles, Banaroo, Doreen, Die Firma, Revolverheld, Yvonne Catterfeld, Valezka, Raptile, US5, Ch!pz, The Rasmus, Hermes House Band with Tony Christie, Hot Banditoz, Christina Stürmer, Aneela, Ilona Mitrecey, Tokio Hotel, The Black Eyed Peas, Lucie Silvas, DJ Tomekk feat. Fler & G-Hot, Maya Saban feat. Cosmo Klein e Simon Webbe                                |
| 36 | 2 dicembre 2005   | SAP Arena                   | Mannheim             | Oliver Petszokat e Anastasia Zampounidis                                                                             | Amy Diamond, Schnappi, Tone, Scooter, Muhabbet, Gracia, Natasha Thomas, Xavier Naidoo, Sarah Connor, Banaroo, US5, Melanie C, Die Firma, Jeanette, Christina Stürmer, Vanessa Petruo, Hot Banditoz, Carla Vallet, Marc Terenzi, Preluders, Tokio Hotel, Raptile e Culcha Candela |
| 37 | 10 marzo 2006     | Königpalast                 | Krefeld              | Oliver Petszokat, Sandy Mölling e Anastasia Zampounidis                                                              | Sean Paul, Eric Benét & Yvonne Catterfeld, Massive Töne, Flipsyde & t.A.T.u., Christina Stürmer, Pinocchio, Mattafix, Banaroo, US5, Ch!pz, Sido feat. G-Hot, Tokio Hotel, Reamonn, LaFee, Marlon, Revolverheld, DSDS-Finalisten, Rapsoul, Grossstadtgeflüster, Alexander Klaws, Jeanette, Tarkan, Bob Sinclar presents Goleo VI feat. Gary "Nesta" Pine, Giuseppe, Tic Tac Toe, Nathalie Tineo, Blog 27 e Karmah |
| 38 | 26 maggio 2006    | Stadthalle                  | Brema                | Oliver Petszokat, Sandy Mölling e Anastasia Zampounidis                                                              | Crazy Frog, Roger Moore, Marie Serneholt, Banaroo, Sylver, Vanilla Ninja, Yoomiii, Flipsyde, Silbermond, Goleo VI presents Lumidee vs. Fatman Scoop, Ch!pz, Mattafix, Lee Ryan, Killerpilze, d.o.c.h., Simon Webbe, Lilyjets, LaFee, The Feeling, Sandy, Najoua Belyzel, Fler, Kate Ryan, Mike Leon Grosch e US5                                                                                                 |
| 39 | 25 agosto 2006    | Neue Messe                  | Lipsia               | Oliver Petszokat, Sandy Mölling e Anastasia Zampounidis                                                              | Senta-Sofia, Mike Leon Grosch, Ian O'Brien-Docker, Jeanette, Sunrise Avenue, Jade, Vibekingz & Maliq, Pachanga, Aneela feat. Arash, Sha, Sebastian Hämer, Stacie Orrico, Lily Allen, Patrick, Killerpilze, Kim Wilde, Lordi, LaFee, Mattafix, Christina Stürmer, Reamonn e Fler |
| 40 | 1º dicembre 2006  | ISS Dome                    | Düsseldorf           | H.P. Baxxter, Gülcan Kamps e Verona Pooth                                                                            | All Saints, Bushido, Christina Stürmer, Joana Zimmer, Killerpilze, LaFee, Liza Li, MIA., Monrose, Reamonn, Reamonn & Lucie Silvas, Rosenstolz, Sandy, Scooter, Sunrise Avenue, US5 e Yvonne Catterfeld |
| 41 | 2 marzo 2007      | SAP Arena                   | Mannheim             | Gülcan Kamps, Elton e Marta Jandová                                                                                  | 2raumwohnung, Basshunter, Cascada, Jamelia, Jenna+Ron, J-Status feat. Rihanna, Kim Frank, Lexington Bridge, Liza Li, Luttenberger*Klug, Monrose, Nevada Tan, Nevio, Oomph! feat. Marta Jandová, Sido, Simon Webbe, Sunrise Avenue, Tokio Hotel e US5 |
| 42 | 25 maggio 2007    | TUI Arena                   | Hannover             | Bushido e Johanna Klum                                                                                               | Boundzound, Bushido, Chakuza, Debbie Rockt!, DJ Ötzi, DSDS-Finalisten, Gentleman, Juli, Just Jack, LaFee, Mark Medlock, Melanie C, Mini Rockerz, Nevada Tan, Nevio, No Angels, Orishas, Peilomat, Rihanna, Sunrise Avenue e US5 |
| 43 | 31 agosto 2007    | Color Line Arena            | Amburgo              | Elton, Sabrina Setlur e Giulia Siegel                                                                                | Azad, beFour, Bushido, Cinema Bizarre, Culcha Candela, Darin, Ich + Ich, Jörn Schlönvoigt, Kate Hall & Ben, Killerpilze, Kixs, LaFee, Lexington Bridge, Marquess, Milk & Honey, Nevada Tan, Sabrina Setlur, Scooter, Sha, Sido, B-Tight & Tony D, Tommy Reeve e US5 |
| 44 | 16 novembre 2007  | Stadthalle                  | Graz                 | Detlef D! Soost e Sandra Thier                                                                                       | Alex C. feat. Y-ass, beFour, Christina Stürmer, Cinema Bizarre, Culcha Candela, Empty Trash, Ich + Ich, Jimi Blue, Jörn Schlönvoigt, Killerpilze, LaFee, Lexington Bridge, Mattafix, Nevio, Philip Cole, Popstars-Finalisten, Robeat, Shanadoo, Tommy Reeve e US5 |
| 45 | 14 marzo 2008     | Messe Friedrichshafen       | Friedrichshafen      | Susan Sideropoulos, Detlef D! Soost e Ross Antony                                                                    | Alex C. feat. Y-ass, Basshunter, beFour, Christina Stürmer, Empty Trash, Fettes Brot, Ich + Ich, Jimi Blue, Markus Becker, Monrose, Olaf Henning, OneRepublic, Room2012, Saad feat. Bushido, Schiller, Stanfour, Stefanie Heinzmann e Sunrise Avenue |
| 46 | 30 maggio 2008    | Stadthalle                  | Brema                | Joko e Monrose | Alemuel, Alex C. feat. Y-ass, Chakuza feat. Bushido, Christina Stürmer, Crazy Loop, DSDS-Finalisten, Estelle, Jesse McCartney, Kate Ryan, LaFee, Lützenkirchen, Madcon, M. Pokora, Mayor's Destiny, Philip Cole, Sara Bareilles, Scooter, Thomas Godoj, Trix & Flix, Vincent e Wilson Gonzalez |
| 47 | 29 agosto 2008    | SAP Arena                   | Mannheim             | Joko e Mirjam Weichselbraun                                                                                          | Baracuda, Fady Maalouf, Fräulein Wunder, Jimi Blue, Kat DeLuna, Killerpilze, Kool Savas feat. Azad, Lady Gaga, Lulu Lewe, Marquess, MIA., Nevio, Oomph!, Paul Potts, Selina Herrero, September, Shwayze, Stefanie Heinzmann, Marc Terenzi, The Rasmus, Thomas Godoj e Wilson Gonzalez |
| 48 | 5 dicembre 2008   | ISS Dome                    | Düsseldorf           | Bushido e Mirjam Weichselbraun                                                                                       | Adoro, Alex C. feat. Y-ass, Bushido feat. Karel Gott, Curse mit Silbermond, DJ Ötzi, Fady Maalouf, Giovanni, Jimi Blue, Kaiser Chiefs, Kate Hall, LaFee, MIA., Michael Hirte, Maria Mena, Popstars-Finalistinnen, Reamonn, Schäfer Heinrich, Stanfour feat. Jill, Stefanie Heinzmann, Tarééc feat. Chakuza, The Last Goodnight e Thomas D feat. Enik                                                             |
| 49 | 20 febbraio 2009  | TUI Arena                   | Hannover             | Joko e Mirjam Weichselbraun                                                                                          | Cassandra Steen, DJ Ötzi e Kate Hall, Eisblume, Guru Josh Project, Jeanette, Lady Gaga, LaFee, Matze Knop, Max Mutzke, Queensberry, Razorlight, Reamonn, Samy Deluxe, Sido feat. Doreen, Sido feat. Kitty Kat & Tony D. e Tiziano Ferro |
| 50 | 22 maggio 2009    | Olympiahalle                | Monaco di Baviera    | Joko e Mirjam Weichselbraun                                                                                          | a-ha, Alexander Rybak, Cassandra Steen feat. Adel Tawil, Eisblume, James Morrison, Jeanette, Kerli, Mando Diao, Pet Shop Boys, Queensberry, Reamonn, Scooter, Selig, Sunrise Avenue, The All-American Rejects, The Baseballs e The Black Eyed Peas. |
| 51 | 21 agosto 2009    | Lanxess Arena               | Colonia              | Joko e Mirjam Weichselbraun                                                                                          | Aqua, Cascada, Cinema Bizarre & Space Cowboy, Culcha Candela, David Guetta feat. Kelly Rowland, Eisblume, Emilíana Torrini, Eva Simons, Frauenarzt & Manny Marc, Justin Bieber, Kitty Kat, Livingston, Lovestoned, Milow, No Angels, Panik, Scooter, Shaggy feat. Gary "Nesta" Pine, Space Cowboy & Chelsea e Sunrise Avenue                                                                                     |
| 52 | 20 novembre 2009  | Stadthalle                  | Graz                 | Mirjam Weichselbraun e Elton                                                                                         | Agnes, Alex C. feat. Y-ass, Aura Dione, Cascada, Culcha Candela, DJ Ötzi, Giovanni feat. The Dome Allstars, Glashaus, Jeanette, Nena, No Angels, Queensberry, Sarah Kreuz, Scooter, Stanfour e The Rasmus feat. Anette Olzon |
| 53 | 5 marzo 2010      | Velodrom                    | Berlino              | Joko e Mirjam Weichselbraun                                                                                          | Amy Macdonald, Aura Dione, Baschi, Betty Blitzkrieg, Cascada, Dominik Büchele, Fettes Brot, Die Atzen Frauenarzt & Manny Marc, Ich + Ich, Justin Bieber, Killerpilze, Livingston, Milow, Schiller, Sido, Stromae, Unheilig e Xavier Naidoo |
| 54 | 20 maggio 2010    | Hanns-Martin-Schleyer-Halle | Stoccarda            | Joko e Mirjam Weichselbraun                                                                                          | Alex Max Band, Annemie, Aura Dione, Culcha Candela, Dan Bălan, Dominik Büchele, Die Atzen Frauenarzt & Manny Marc, Gabriella Cilmi, K'naan, Lovestoned, Mark Medlock, Medina, Mehrzad Marashi, Monrose, N-Dubz, Oliver Lawrence, Stanfour feat. Esmée Denters, Stefanie Heinzmann, Unheilig, Split e Velile & Safri Duo                                                                                          |
| 55 | 27 agosto 2010    | TUI Arena                   | Hannover             | Johanna Klum, Mehrzad Marashi e Daniela Katzenberger                                                                 | AudibleMind, Aura Dione, Berlin-Mitte, Charlee, Christina Stürmer, Daniela Katzenberger, David Hasselhoff & Bella Vida, Emily Osment, Gina-Lisa, Jason Derulo, Locnville, Luxuslärm, Madcon, Medina, Mike Posner, Monrose, Nina Hagen, Plan B, Stromae, Taio Cruz, The Wanted e Yolanda Be Cool & DCUP |
| 56 | 26 novembre 2010  | ISS Dome                    | Düsseldorf           | Simon Gosejohann e Johanna Klum                                                                                      | Frida Gold, Madcon, Medina, Revolverheld feat. Marta Jandová, Culcha Candela, Monrose, Max Mutzke, Edita Abdieski, Alphaville, Aloe Blacc, Far East Movement, Christina Stürmer, Mike Posner, The Black Pony, Christian Durstewitz, Paul Potts e Planet Emily |
| 57 | 12 marzo 2011     | Musical Theater             | Brema                | Nina Moghaddam e Peer Kusmagk                                                                                        | Alexis Jordan, Sunrise Avenue, The Black Pony, Culcha Candela, Die Atzen, Aloe Blacc, Tinie Tempah, Martin Solveig, In Extremo, Bullmeister, Medina, Joelina Drews, Flo Rida, Fabian Hintzen, Florian Zimmer, David Werker, Andrea Renzullo e The Spoilt |
| 58 | 1 giugno 2011     | Colosseum Theater           | Essen                | Nina Moghaddam e Bushido                                                                                             | Andreas Bourani, Blue, Bushido, Cascada, Cassandra Steen, Emma6, Gentleman, Jedward, J. Williams, Jupiter Jones, LaFee, Milow, MiMi, Natalia Kills, Pietro Lombardi, Pitbull, Scooter e Sag Niemals Nie |
| 59 | 31 agosto 2011    | Forum Theater               | Ludwigsburg          | Collien Ulmen-Fernandes e Die Atzen                                                                                  | Sunrise Avenue, Tim Bendzko, Alexandra Stan, Auletta, Marlon Roudette, Pietro Lombardi, Sarah Engels, Inna, Pigeon John, Lucenzo feat. Don Omar, DJ Antoine vs. Timati, Madcon feat. Itchy, Eko Fresh feat. Nino de Angelo, Die Atzen, Glasperlenspiel, Cassandra Steen e Was wäre wenn |
| 60 | 30 novembre 2011  | Theater am Marientor        | Duisburg             | Collien Ulmen-Fernandes e Susan Sideropoulos                                                                         | Ardian Bujupi, Aura Dione, BRAVO Star 2011-Finalisten, Culcha Candela, Glasperlenspiel, One Direction, Pietro Lombardi, R.I.O., Scooter feat. Vicky Léandros, Taio Cruz, The BossHoss, X-Factor-Finalisten e Mobic |
| 61 | 16 marzo 2012     | Rhein-Main-Theater          | Wiesbaden            | Collien Ulmen-Fernandes, Mandy Capristo, Sami Slimani e Bela Klentze                                                 | Unheilig, Ivy Quainoo, Mike Candys, Patrick Miller, The Black Pony, Kay One, Max Buskohl, Tove Styrke, Beta 2.0, Cover Drive, Trackshittaz, Mic Donet, Roman Lob, Eisblume, Walk Off the Earth, Stefanie Heinzmann, Inside Melina e Sons of Midnight |
| 62 | 1º giugno 2012    | Colosseum Theater           | Essen                | Collien Ulmen-Fernandes, Oliver Pocher e Sami Slimani                                                                | Amy Macdonald, Die Atzen, Jedward, Timomatic, Mandy Capristo, Conor Maynard, Alex Clare, Tacabro, Luca Hänni, Daniele Negroni, Los Colorados, DJane HouseKat, Oceana, Chima, Mark Forster, Kris feat. Dante Thomas, Damon Paul feat. Patricia Banks |
| 63 | 29 agosto 2012    | Forum Theater               | Ludwigsburg          | Collien Ulmen-Fernandes, Oliver Pocher e Ole ohne Kohle                                                              | Olly Murs, Daniele Negroni, Jennifer Rostock, Madsen, Mandy Capristo, Tim Bendzko, José de Rico, Tacabro, R.I.O. feat. U-Jean, Loreen, Luca Hänni, Roman Lob, Glasperlenspiel, Shaggy, Sido |
| 64 | 30 novembre 2012  | Musical Theater Bremen      | Brema                | Collien Ulmen-Fernandes e Oliver Pocher                                                                              | Ivy Quainoo mit Stanfour, Jay Sean, Chima, Rita Ora, Miriam Bryant, Emeli Sandé, DJ Ötzi, Oceana, Moses Pelham, Ola, MC Fitti, Jonas Myrin, Schlafes Bruder, BluePearl, Tommy Finke & Band (Als Newcomer der VW Soundfoundation) |
| 65 | 30 novembre 2018  | König Pilsener Arena        | Oberhausen           | Meike Gehring, Julia Krüger, Lisa und Lena e Giovanni Zarrella                                                       | Alex Aiono, Alle Farben, Álvaro Soler, Anne-Marie, Bars and Melody, Bato, Bengio, Die Lochis, Gestört aber GeiL, Jaden Bojsen, Jorge Blanco, Josh., Juri, Lena, Little Mix, Lina, Lukas Graham, Manuellsen, Mike Singer, Namika, NKSN, Pietro Lombardi, Rea Garvey, Revolverheld |